# Eupodotis
Eupodotis Lesson, 1839 è un genere di uccelli della famiglia Otididae.

## Tassonomia
Comprende le seguenti specie:
- Eupodotis senegalensis (Vieillot, 1820) - otarda ventrebianco
- Eupodotis caerulescens (Temminck, 1807) - otarda azzurra
- Eupodotis vigorsii (A.Smith, 1831) - otarda di Vigors
- Eupodotis rueppelii (Wahlberg, 1856) - otarda di Rüppell
- Eupodotis humilis (Blyth, 1856) - otarda umile